# Wodzisław Śląski Radlin
Wodzisław Śląski Radlin – przystanek kolejowy w Wodzisławiu Śląskim. Dworzec wybudowany został przy ul. Dębowej w dzielnicy Radlin II. 
Na przystanku zatrzymują się pociągi osobowe i przyspieszone Kolei Śląskich.

## Ruch pasażerski
| Rok  | Wymiana pasażerska na dobę |
| ---- | -------------------------- |
| 2017 | 10-19                      |
| 2022 | 20-49                      |

.